# Вејлс (острво, Нунавут)
Острво Вејлс (енгл. Wales Island) је једно од острва у канадском арктичком архипелагу. Острво је у саставу канадске територије Нунавут. Налази се у Заливу Бутија (Gulf of Boothia).
Површина износи око 1137 km². Острво није насељено.